# Don’t Know Why
A Don’t Know Why Jesse Harris egy dala. Eredetileg az 1999-es albumon tűnt föl, a Jesse Harris & the Ferdinandos-on. Ez volt Norah Jones második kislemeze 2002-es debütáló albumáról, a Come Away with Me-ről. Bár Jones verziója csak a harmincadik helyet érte el az amerikai Billboard Hot 100-on, a kritikusok tetszését elnyerte, és ezzel segített elfogadni őt mint új előadót, és utólag albuma különösen jól fogyott. A kislemez három Grammy-díjat nyert 2003-ban; az Év Felvétele, az Év Dala, és a Legjobb Női Popelőadás kategóriában.
Azóta a dalt többször feldolgozták; a dzsessz gitáros Pat Metheny játszotta a Don’t Know Why-t szólóalbumán, az One Quiet Night-on; Aya Matsuura szintén földolgozta a dalt a Naked Songs című albumára, illetve a japán R&B énekesnő, Ken Hirai is előadta a dalt a feldolgozásokból álló albumán, a Ken’s Bar-on.

## Slágerlisták
| Slágerlisták (2002)                    | Helyezés |
| -------------------------------------- | -------- |
| U.S. Billboard Hot 100                 | 30       |
| U.S. Billboard Adult Contemporary      | 4        |
| U.S. Billboard Adult Top 40            | 8        |
| U.S. Billboard Top 40 Mainstream       | 32       |
| U.S. Billboard Top 40 Tracks           | 21       |
| Slágerlisták (2003)                    | Helyezés |
| U.S. Billboard Top 40 Adult Recurrents | 1        |